# Campionati mondiali di sci alpinismo 2004
I Campionati mondiali di sci alpinismo 2004 sono stati la 2ª edizione della competizione continentale di sci alpinismo. Si sono svolti dal 24 al 27 gennaio 2004 a Val d'Aran, in Spagna. 

## Podi

### Maschili
| Evento         | Oro                                                                | Argento                                                           | Bronzo                                                         |
| Individuale    | Rico Elmer                                                         | Florent Perrier                                                   | Dennis Brunod                                                  |
| Vertical       | Patrick Blanc                                                      | Florent Perrier                                                   | Sébastien Epiney                                               |
| Gara a squadre | Patrick Blanc Florent Perrier                                      | Carlo Battel Jean Pellissier                                      | Dennis Brunod Manfred Reichegger                               |
| Staffetta      | Francia Stéphane Brosse Cédric Tomio Florent Perrier Patrick Blanc | Italia Carlo Battel Graziano Boscacci Martin Riz Guido Giacomelli | Svizzera Alexander Hug Alain Richard Pierre Bruchez Rico Elmer |
| Combinata      | Florent Perrier                                                    | Patrick Blanc                                                     | Dennis Brunod                                                  |

### Femminili
| Evento         | Oro                                                                             | Argento                                                       | Bronzo                                                      |
| Individuale    | Cristina Favre-Moretti                                                          | Gloriana Pellissier                                           | Isabella Crettenand-Moretti                                 |
| Vertical       | Cristina Favre-Moretti                                                          | Isabella Crettenand-Moretti                                   | Gloriana Pellissier                                         |
| Gara a squadre | Cristina Favre-Moretti Catherine Mabillard                                      | Jeanine Bapst Isabella Crettenand-Moretti                     | Corinne Favre Carole Toïgo                                  |
| Staffetta      | Svizzera Isabella Crettenand-Moretti Catherine Mabillard Cristina Favre-Moretti | Francia Nathalie Bourillon Véronique Lathuraz Delphine Oggeri | Italia Annamaria Baudena Christiane Nex Gloriana Pellissier |
| Combinata      | Cristina Favre-Moretti                                                          | Catherine Mabillard                                           | Isabella Crettenand-Moretti                                 |

## Medagliere
| Posiz. | Nazione  | Oro | Argento | Bronzo | Totale |
| ------ | -------- | --- | ------- | ------ | ------ |
| 1      | Svizzera | 6   | 3       | 4      | 13     |
| 2      | Francia  | 4   | 4       | 1      | 9      |
| 3      | Italia   | 0   | 3       | 5      | 8      |
| Totale | Totale   | 10  | 10      | 10     | 30     |